# Regionalvermarktung
Regionalvermarktung bezeichnet die Vermarktung von Produkten und Dienstleistungen, die in einer bestimmten Region erzeugt und konsumiert werden. Diese Praxis fördert die lokale Wirtschaft, stärkt die Bindung zwischen Produzenten und Konsumenten und trägt zur Nachhaltigkeit bei. Besondere Bedeutung erlangt sie im Bereich der Vermarktung von Lebensmitteln und Agrarprodukten als ein Instrument des Agrarmarketings.

## Definition und Bedeutung
Der Begriff „Region“ ist nicht gesetzlich geschützt und kann je nach Kontext unterschiedlich interpretiert werden. In der Regel bezieht sich Regionalvermarktung auf Agrarprodukte, Lebensmittel, Holz und touristische Dienstleistungen.

## Abgrenzung vom Begriff des Regionalmarketings
Der Begriff Regionalmarketing bezieht sich auf die Förderung einer Region insbesondere im Bereich Wirtschaft und Tourismus.

## Ziele der Regionalvermarktung
Die Hauptziele der Regionalvermarktung sind:
- Stärkung der lokalen Wirtschaft: Durch den Kauf regionaler Produkte wird die lokale Wirtschaft unterstützt und Arbeitsplätze gesichert.
- Umweltschutz: Kürzere Transportwege reduzieren unter anderem den CO2-Ausstoß und tragen zur Nachhaltigkeit bei.
- Transparenz und Vertrauen: Verbraucher schätzen die Transparenz und die Möglichkeit, die Herkunft ihrer Produkte nachzuvollziehen.[2]

## Herausforderungen
Eine der größten Herausforderungen der Regionalvermarktung ist die fehlende einheitliche Definition und Kennzeichnung. Begriffe wie „regional“ oder „von hier“ sind oft vage und können unterschiedlich interpretiert werden.
Neben der Vermarktung aus der Region für die Region gilt als Sonderfall die Vermarktung regionaler Spezialitäten auf nationalen und internationalen Märkten. Für diese gelten die Vorteile regionaler Vermarktung nicht. Stattdessen steht die Authentizität der regionalen Spezialitäten im Vordergrund, die zum Beispiel durch Herkunftskennzeichen nachgewiesen werden soll.

## Beispiele und Initiativen
In Deutschland gibt es zahlreiche Initiativen zur Förderung der Regionalvermarktung, wie z. B. regionale Wochenmärkte, Hofläden und spezielle Siegel, die die Herkunft der Produkte kennzeichnen. Eine beispielhafte Initiative ist das sogenannte Regionalfenster (Lebensmittel).